# 破窗效应
破窗效應（英語：Broken windows theory）是犯罪心理學理論，由詹姆斯·Q·威尔逊及喬治·凱林提出，刊載於《大西洋月刊》（The Atlantic Monthly）1982年3月版的一篇題為《Broken Windows》的文章上，20世纪90年代，美国纽约市警察局局长威廉·布拉顿和市长鲁迪·朱利安尼进一步推广了这一理论，他们的警务政策受到该理论的影响。在这十年里，这个城市的犯罪率显著下降。该理论认为，犯罪、反社会行为和内乱的可见迹象创造了一个城市环境，鼓励进一步的犯罪和混乱，包括严重的犯罪，所以，针对轻微犯罪（如破坏公物、亂丟垃圾和逃票）的警务方法有助于创造一种秩序和法制的氛围，从而防止更严重的犯罪。
以一幢有少許破窗的建築為例，如果那些窗沒修理好，可能將會有破壞者破壞更多的窗戶。最終他們甚至會闖入建築內，如果發現無人居住，也許就在那裡佔領、定居或者縱火。又或想像一條人行道有些許紙屑，如果無人清理，不久後就會有更多垃圾，最終人們會視為理所當然地將垃圾順手丟棄在地上。因此破窗理論強調著力打擊輕微罪行有助減少更嚴重罪案，應該以零容忍的態度面對罪案。

## 五個階段
此理論描述社區失序的五個階段：
1. 社區開始出現失序的情形，部分居民遷出社區。
2. 未能遷離社區的居民因擔心自身安全，對區內的事務漠不關心。
3. 地區的監察力下降，社區的治安進一步惡化。
4. 區內更多的居民遷走，仍然留在區內的居民則更加退縮，減少外出時間。
5. 外來的犯罪份子入侵社區，令犯罪數字持續上升。

## 修補破窗
就社區失序的情況，凱林與另一學者凱薩琳·科爾斯（Catherine Coles）於1996年提出「修補破窗理論」（Fixing Broken Windows）。他們認為執法者應儘早識別及緊密留意和控制高危險群，另外須保護守法的青少年，同時要促進居民參與維持公眾治安及協調社區內不同的團體處理治安問題。

## 批評
學術界仍在爭論破窗效應的正確性，有些人認為大多證據誤把相關作為因果。某個地區犯罪率高有許多可能的成因，先前和之後都有犯罪不能證明先前的犯罪引發後來的犯罪。較新的研究認為破窗效應對犯罪的影響只佔一小部份。然而，許多治安單位把破窗效應奉為圭臬，例如紐約市警察局認為放任混亂和輕微犯罪不管會引發越來越嚴重的犯罪，所以推動攔截搜身政策讓警察任意盤查主觀上覺得可疑的人，以及零容忍政策，初犯就重罰。紐約的犯罪率確實在1990年代推動這些政策後大幅下降，然而犯罪學研究認為這歸功於其他因素，例如當時的經濟成長。
另一方面，這些政策往往不成比例地針對少數族裔、窮人和弱勢者。「混亂」的法律定義不明，讓警察有很大的主觀裁量空間，讓有意或無意的種族歧視和階級歧視影響執法。黑人和拉美裔被攔截盤查的機率遠大於白人，這也造成許多少數族裔被警察殺害的案例。2010年代黑人的命也是命（Black Lives Matter）等運動因此要求取消這些政策。

## 另見
- 破窗謬論